# ホームランバー
ホームランバーは、協同乳業が製造販売するアイスクリームの商品名。九州地区向けには名糖産業が製造販売する。

## 歴史
1920年に冨士食料品工業（現・冨士森永乳業）がアメリカ製アイスクリーム製造機を導入し、アイスクリームの生産を開始。続いて極東練乳三島工場（現・明治）や自助園牧場（現・雪印メグミルク）などが続き、日本におけるアイスクリームの製造販売は広まっていった。
1930年代には、雪印からカップ入りのアイスクリームが販売され、多数のメーカーが後に続き、カップ入りアイスクリームも日本に普及することになる。
1955年、協同乳業はデンマークより、バータイプのアイスクリームの製造装置を日本で初めて輸入した。この製造装置によってアイスクリームに棒を挿す作業や包装作業が機械化されたことで、1日に20万本の製造が可能となった。
上述のようにカップ入りバニラアイスクリームなどはすでにあったり、駄菓子屋でも販売されていたわけだが「子供が保護者に買ってもらう」ような価格帯であり、「子供が小銭で買う」ような身近な商品とは言えなかった。協同乳業から発売された「アイスクリームバー」は、ちょっと高めの菓子であるアイスクリームが棒付きになったことを示す直截的なネーミングであっただけではなく、子供が小銭で買えるという唯一無二の商品のバニラアイス、かき氷系の氷菓と同価格帯の商品ということもあって、人気を集めた。協同乳業の日本橋工場は当時、ガラス張りで製造工程が外から見えることもあり、近隣の子供たち間で人気スポットとなった。
1960年代になると名称を「ホームランバー」と名を換え、アイスクリームとしては日本で初めてとなる当たりくじを付け、長嶋茂雄を広告に起用し、1本10円という低価格と相まって空前の大ヒットとなる。協同乳業に倣い、他メーカーも製造機械を導入したことで、日本の棒アイスの工場生産は急伸することになる。
「ホームランバー」は防水性が高いこと、普通の紙よりも角がシャープに折れること、アイス本体にくっつきづらいという理由から銀紙で包装された。当たりくじは、白樺の棒に焼き印が施されており、焼き印が「ホームラン」だともう1本もらえて、「ヒット」の焼き印は3本集めるともう1本と交換できた。
長嶋茂雄を起用した店頭ポスターは盗難被害も相次いだ。
1960年代中盤からは、小売店に冷凍ショーケースが普及し始めたこともあり、各メーカーからも様々な棒アイスが発売されてゆくことになる。
1970年代中の短期間だけ、棒が木製ではなくプラスチック製だったことがある。
1990年には、内容をグレードアップした「ツーランホームランバー」（後の「プレミアムホームランバー」）に切り替えられた。また、同年、協同乳業が販売するホームランバーも名糖産業が製造する事となった。

### 当たりくじとキャンペーン
上述のように「ホームラン」だと同じ商品がもう1本もらえ、「ヒット」3本でももう1本もらえるほかに「満塁ホームラン」だと野球盤がもらえるといったものもあった。
1980年代にはスピードガンやラジコンカーが抽選で当たるキャンペーンも実施された。このようなキャンペーンが開催される直前にはテレビコマーシャルも放映されていた。

## パッケージとキャラクター
パッケージデザインは和田誠によるもの。
パッケージそのものは発売以来、何度もリニューアルされているが、野球少年を描いたデザインは共通である。描かれている野球少年は協同乳業、名糖産業の社内外から「ホームラン坊や」と通称されていたが、2005年より正式なブランディング施策を行うことになり「あたるくん」が正式名称となった。

### あたるくん
2005年の12代目より商品キャラクターとして公式に定められた。以下のような設定がある。
性別
男の子
年齢
9歳
誕生日
5月10日（メイトーの日）
出身地
東京都板橋区大山
趣味
野球、アイスのスティック集め、ゲーム、散歩
特技
バットぐるぐるダッシュ、バント
性格
わんぱく坊や、目立ちたがり屋、おっちょこちょい
好きな食べ物
ホームランバーのバニラ味、エビフライ、「なめらかプリン」（メイトー）

## 商品ラインナップ
- 協同乳業
  - ホームランバー - バニラ&チョコ（10本入り）、プチパリチョコ（10本入り）、ソーダフロート（季節限定、10本入り）、袋詰め（10本入り）、シャキッとバニラ（広島東洋カープver、阪神タイガースver）、
  - プレミアムホームランバー - 濃厚バニラ、大きくなった濃厚バニラin、クッキー&クリーム、バニラ&チョコ（6本入り）
  - ホームランバーNEO - 濃厚バニラ、甘熟メロンミルク
  - ファミリーマートコレクション - バニラ、いちご
  - ホームランモナカ - バニラ&チョコ（5個入り）
- 名糖産業
  - ホームランバー - バニラ、チョコ、チョコチップいちご、袋詰め（10本入り）
  - ビッグホームラン - 一回り大きいホームランバーで、販売価格も2倍。スティックは木製ではなくプラスチック製[2]。